# ریو کیونا
ریو کیونا (انگلیسی: Ryo Kiyuna؛ زادهٔ ۱۲ ژوئیهٔ ۱۹۹۰) کاراته‌کا اهل ژاپن است.
وی دارندهٔ سه مدال طلای کاتای انفرادی در مسابقات کاراته قهرمانی جهان می‌باشد. وی همچنین ۴ مدال طلای کاتا تیمی و ۴ مدال طلای کاتای انفرادی را در مسابقات کاراته قهرمانی آسیا کسب کرده‌است.
وی همچنین در بازی‌های المپیک تابستانی ۲۰۲۰ حضور خواهدداشت.